# Fahri Korutürk
Fahri Korutürk (Istambul, 3 de agosto de 1903 - 12 de outubro de 1987) foi um militar da Turquia. Estudante da Escola Média da Marinha, ele serviu em Cruzador e Submarino. Foi também Almirante da marinha turca e serviu como embaixador turco em Moscovo e em Madrid. Eleito presidente turco no ano de 1973 chefiou a nação turca até 6 de abril de 1980, quando foi levado ao cargo de Senador permanente.

## Biografia
Ele frequentou a escola de cadetes da Marinha em 1916, graduou-se em 1923 e na Academia Naval em 1933. Korutürk prestou serviço ativo em cruzadores e submarinos e mais tarde viajou para o exterior como adido naval em Roma, Berlim e Estocolmo. Em 1936, ele participou da Convenção de Montreux sobre o Regime do Estreito da Turquia como conselheiro militar. Ele foi feito contra-almirante em 1950 e comandou várias unidades até se tornar almirante .
Após sua aposentadoria em 1960 do posto de Comandante da Marinha Turca, Korutürk foi nomeado pelo Chefe de Estado Cemal Gürsel como Embaixador da Turquia na União Soviética (1960-1964) e mais tarde na Espanha (1964-1965).
Em 1968, o presidente Cevdet Sunay o nomeou membro do Senado. Em 6 de abril de 1973, a Grande Assembleia Nacional da Turquia elegeu-o o 6º Presidente da República da Turquia. Durante seu mandato, ele presidiu a invasão turca de Chipre, em 20 de julho de 1974, depois que o arcebispo Makarios III foi deposto pela Guarda Nacional cipriota liderada por um oficial grego.
Korutürk cumpriu mandato constitucional de sete anos até 6 de abril de 1980. Posteriormente, tornou-se senador até o golpe de Estado em 1980.
Casou-se com Emel Korutürk em 1944 e tiveram dois filhos e uma filha. Seu sobrenome, Korutürk, foi dado a ele por Mustafa Kemal Atatürk. Fahri Korutürk morreu em Moda, Istambul. Ele foi sepultado no cemitério estatal turco em Ancara.